# Contigo hasta el final
Contigo hasta el final (Nederlands: Met jou naar het einde) is een single van het Spaanse trio El Sueño de Morfeo (ESDM). Het was de Spaanse inzending voor het Eurovisiesongfestival 2013 in Malmö, Zweden. Omdat Spanje tot de 'Big Five' behoort, was ESDM al meteen geplaatst voor de finale op zaterdag 18 mei. Daar werd de 25e plaats behaald. Het nummer is geschreven door David Feito, Raquel del Rosario en Juan Luis Suárez, de drie bandleden.

## Videoclip
De videoclip is geregisseerd door Pedro Castro in Llanes, Spanje. De clip ging op 14 maart 2013 in première.

## Chartverloop
| Land            | Chart      | Hoogste positie |
| --------------- | ---------- | --------------- |
| Vlag van Spanje | PROMUSICAE | 32              |